# Ninurta-tukulti-Assur
Ninurta-tukulti-Assur (fl. XII secolo a.C.) fu per un breve periodo di tempo re degli Assiri nel 1133 a.C.. Succedette al padre, Assur-dan I, che aveva governato per un lungo periodo. Il suo trono fu poi usurpato da suo fratello, Mutakkil-Nusku e per questo motivo fu costretto ad andare in esilio a Babilonia, con la quale aveva mantenuto rapporti di amicizia..